# Collezione (Marco Masini)
Collezione è un album-raccolta del cantante italiano Marco Masini, pubblicato il 15 novembre 2001.

## Tracce
1. T'innamorerai
2. Principessa
3. Ci vorrebbe il mare
4. Ti vorrei
5. Malinconoia
6. Vai male a scuola
7. Disperato
8. Raccontami di te
9. Il cielo della vergine
10. Ancora vita è
11. Perché lo fai
12. Vai con lui
13. Caro babbo
14. Il bellissimo mestiere (Sono incazzato con l'amore)
15. Bella stronza